# Carebara sauteri
Carebara sauteri (лат.) — вид очень мелких муравьёв рода Carebara из подсемейства Myrmicinae (Formicidae). Тайвань и Япония.

## Описание
Мелкие муравьи желтовато-коричневого цвета. От близких видов (например, от Carebara polyphemus) отличается следующими признаками: латеральные стороны головы выпуклые, антеродорзальные углы проподеума выступающие и заострённые позади метанотального шва, затылочные выступы-рога не соединены развитым поперечным килем, промезонотум сильно выпуклый, затылок с поперечными бороздками, дорзум головы прямой. Длина тела солдат 1,2—2,2 мм. Проподеум округлый, без выступающих зубцов. Усики солдат и рабочих 9-члениковые с 2-члениковой булавой. Скапус короткий.  Нижнечелюстные щупики состоят из 2 члеников, нижнегубные из 2. Имеют диморфичную касту рабочих с мелкими рабочими и крупными солдатами. Стебелёк между грудкой и брюшком состоит из двух члеников: петиолюса и постпетиолюса (последний четко отделен от брюшка), жало развито, куколки голые (без кокона).

## Систематика
Вид был описан в 1912 году по материалам из Китая швейцарским мирмекологом профессором Огюстом Форелем, под первоначальным названием Oligomyrmex sauteri Forel, 1912. Валидный статус подтверждён в 2003 году в ходе ревизии местной мирмекофауны китайским энтомологом профессором Ж. Сю (Zhenghui Xu).  Относят к трибе Crematogastrini (ранее в Solenopsidini).